# Giv'at Koach
Giv'at Koach (hebrejsky גִּבְעַת כֹּ"חַ, doslova „Vrch dvaceti osmi“, v oficiálním přepisu do angličtiny Giv'at Koah) je vesnice typu mošav v Izraeli, v Centrálním distriktu, v Oblastní radě Chevel Modi'in.

## Geografie
Leží v nadmořské výšce 71 metrů v hustě osídlené a zemědělsky intenzivně využívané pobřežní nížině, nedaleko od jižního okraje Šaronské planiny.
Obec se nachází 17 kilometrů od břehu Středozemního moře, cca 17 kilometrů východně od centra Tel Avivu a cca 87 kilometrů jižně od centra Haify. Leží v silně urbanizovaném území, na východním okraji aglomerace Tel Avivu, jejímiž východními výspami jsou zde města Savijon a Jehud-Monoson. 5 kilometrů na severozápad pak leží město Petach Tikva. 4 kilometry jihozápadním směrem od mošavu leží Ben Gurionovo mezinárodní letiště. Giv'at Koach obývají Židé, přičemž osídlení v tomto regionu je etnicky převážně židovské.
Giv'at Koach je na dopravní síť napojen pomocí místní silnice číslo 4613. Východně od vesnice probíhá severojižním směrem dálnice číslo 6 (Transizraelská dálnice).Západně od mošavu také vede železniční trať z Lodu do Kfar Saba, která ale v tomto úseku není využívána pro osobní přepravu.

## Dějiny
Giv'at Koach byl založen v roce 1950. Zakladateli mošavu byla skupina Židů z Jemenu. Původně se usídlili v nedaleké vysídlené arabské vesnici východně od nynější lokality.
Šlo o arabskou vesnici Kula, která se nacházela na svazích cca 1,5 kilometru severovýchodně od dnešního mošavu. V křižáckém období tu byla pevnost nazývaná Cola nebo Chola. V roce 1931 v této arabské vesnici žilo 697 lidí v 172 domech. Stála tu základní chlapecká škola založená roku 1919 a mešita. V červenci 1948 ji během války za nezávislost v rámci Operace Danny dobyla izraelská armáda a arabské osídlení tu skončilo. Zástavba vesnice Kula pak byla v září 1948 zcela zbořena.
V okolí arabské vesnice Kula probíhaly během války roku 1948 náročné boje. Na pahorku cca 3 kilometry od mošavu Giv'at Koach stojí památník Izraelcům, kteří tu padli. I jméno mošavu odkazuje na tyto zemřelé, konkrétně na 28 bojovníků (hebrejská písmena כ a ח mají číselnou hodnotu 28) izraelské armády.
Správní území vesnice dosahuje cca 1450 dunamů (1,45 kilometru čtverečního).

## Demografie
Podle údajů z roku 2014 tvořili naprostou většinu obyvatel v Giv'at Koach Židé (včetně statistické kategorie "ostatní", která zahrnuje nearabské obyvatele židovského původu ale bez formální příslušnosti k židovskému náboženství).
Jde o menší obec vesnického typu s dlouhodobě silně rostoucí populací. K 31. prosinci 2014 zde žilo 836 lidí. Během roku 2014 populace stoupla o 3,5 %.
| Rok            | 1961 | 1972 | 1983 | 1995 | 2001 | 2003 | 2004 | 2005 | 2006 | 2007 | 2008 | 2009 | 2010 | 2011 | 2012 | 2013 | 2014 |
| -------------- | ---- | ---- | ---- | ---- | ---- | ---- | ---- | ---- | ---- | ---- | ---- | ---- | ---- | ---- | ---- | ---- | ---- |
| Počet obyvatel | 255  | 411  | 375  | 458  | 474  | 470  | 478  | 481  | 504  | 500  | 542  | 599  | 659  | 676  | 733  | 808  | 836  |